# Horna sjömark
Horna sjömark är ett naturreservat i Kristianstads kommun i Skåne län.
Området är naturskyddat sedan 2011 och är 158 hektar stort. Reservatet består av ett strandområde i sydöstra Hammarsjön och delar av sjön.